# Special Calvin Klein
Special CK o Special Calvin Klein és una droga que en realitat consta d'un cóctel d'altres dues, la ketamina en pols (o Special K) i la cocaïna, que es consumeix en forma de pols esnifat. Va aparèixer els anys 70, quan es va fer molt popular sobretot per als consumidors tan habituats a la ketamina, que sola ja no els produïa efecte.
Els efectes comencen entre deu i vint minuts després d'haver esnifat l'Special Calvin Klein, depenent de la dosi. Primer apareix una sensació de dissociació (d'estar fora del propi cos), després un estat d'inconsciència i finalment una amnèsia intensa acompanyada de manca de percepció del dolor. Apareixen al·lucinacions, alteració de l'atenció i la memòria, bradicàrdia, hipertensió, arrítmia, depressió respiratòria, espasme de laringe i reaccions distòniques. La duració total és d'unes dues hores.
Una sobredosi pot provocar un augment de la pressió intracranial o ocular, convulsions, insuficiència cardiorespiratòria, polineuropatia, trisme i hipertonia muscular.